# Zasób archiwalny
Zasób archiwalny (ang. archival fonds, niem. Archivbestand, fr. fonds d'archives, ros. archiwnyj fond) – całość dokumentacji zgromadzona w jednym lub wielu archiwach. Może to być:
- suma zespołów archiwalnych przechowywanych w danym archiwum, np. zasób Archiwum Państwowego w Toruniu,
- całość zasobu archiwów zarządzanych przez organa państwowe (w Polsce przez Naczelną Dyrekcję Archiwów Państwowych): to państwowy zasób archiwalny,
- narodowy zasób archiwalny, rozumiany jako całość zarchiwizowanego oraz mającego się zarchiwizować w przyszłości zasobu niezależnie od miejsca przechowywania (archiwum państwowe, archiwum zakładowe).